# Пюже-Ростан
Пюже́-Роста́н (фр. Puget-Rostang) — коммуна на юго-востоке Франции в регионе Прованс — Альпы — Лазурный берег, департамент Приморские Альпы, округ Ницца, кантон Ванс. До марта 2015 года коммуна административно входила в состав упразднённого кантона Пюже-Тенье (округ Ницца).
Площадь коммуны — 9,76 км², население — 108 человек (2006) с тенденцией к стабилизации: 123 человека (2012), плотность населения — 12,6 чел/км².

## Население
Население коммуны в 2011 году составляло — 115 человек, а в 2012 году — 123 человека.
| 1962 | 1968 | 1975 | 1982 | 1990 | 1999 | 2006 | 2008 | 2011 | 2012 |
| ---- | ---- | ---- | ---- | ---- | ---- | ---- | ---- | ---- | ---- |
| 24   | 61   | 70   | 85   | 115  | 114  | 108  | 106  | 115  | 123  |

Динамика численности населения:

## Экономика
В 2010 году из 63 человек трудоспособного возраста (от 15 до 64 лет) 51 были экономически активными, 12 — неактивными (показатель активности 81,0 %, в 1999 году — 63,5 %). Из 51 активных трудоспособных жителей работали 48 человек (19 мужчин и 29 женщин), 3 числились безработными (1 мужчина и 2 женщины). Среди 12 трудоспособных неактивных граждан 4 были учениками либо студентами, 5 — пенсионерами, а ещё 3 — были неактивны в силу других причин.